# Corpus vertebrae

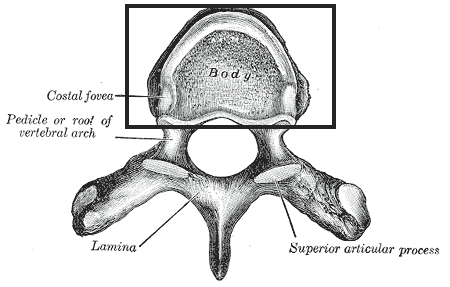
Egy hátcsigolya (a bekeretezett rész)

A corpus vertebrae a csigolya legnagyobb része és nagyon vagy alig henger alakú.A felső és alsó felszíne sima és durva. A porckorongok (discus intervertebrales) találhatóak itt. Szemből nézve konvex fentről nézve konkáv. Hátulról fentről lefelé sima és alig konkáv. Az elülső felszínén található néhány apró nyílás amiken keresztül erek mennek. A hátsó felszínén egy hatalmas szabálytalan nyílás található (esetenként egynél több lehet) amin keresztül a gerinc vénák lépnek ki.